# Proutia nigripunctata
Proutia nigripunctata är en fjärilsart som beskrevs av Wolfgang Dierl 1966. Proutia nigripunctata ingår i släktet Proutia och familjen säckspinnare. Inga underarter finns listade i Catalogue of Life.